# 베이징 국가체육장

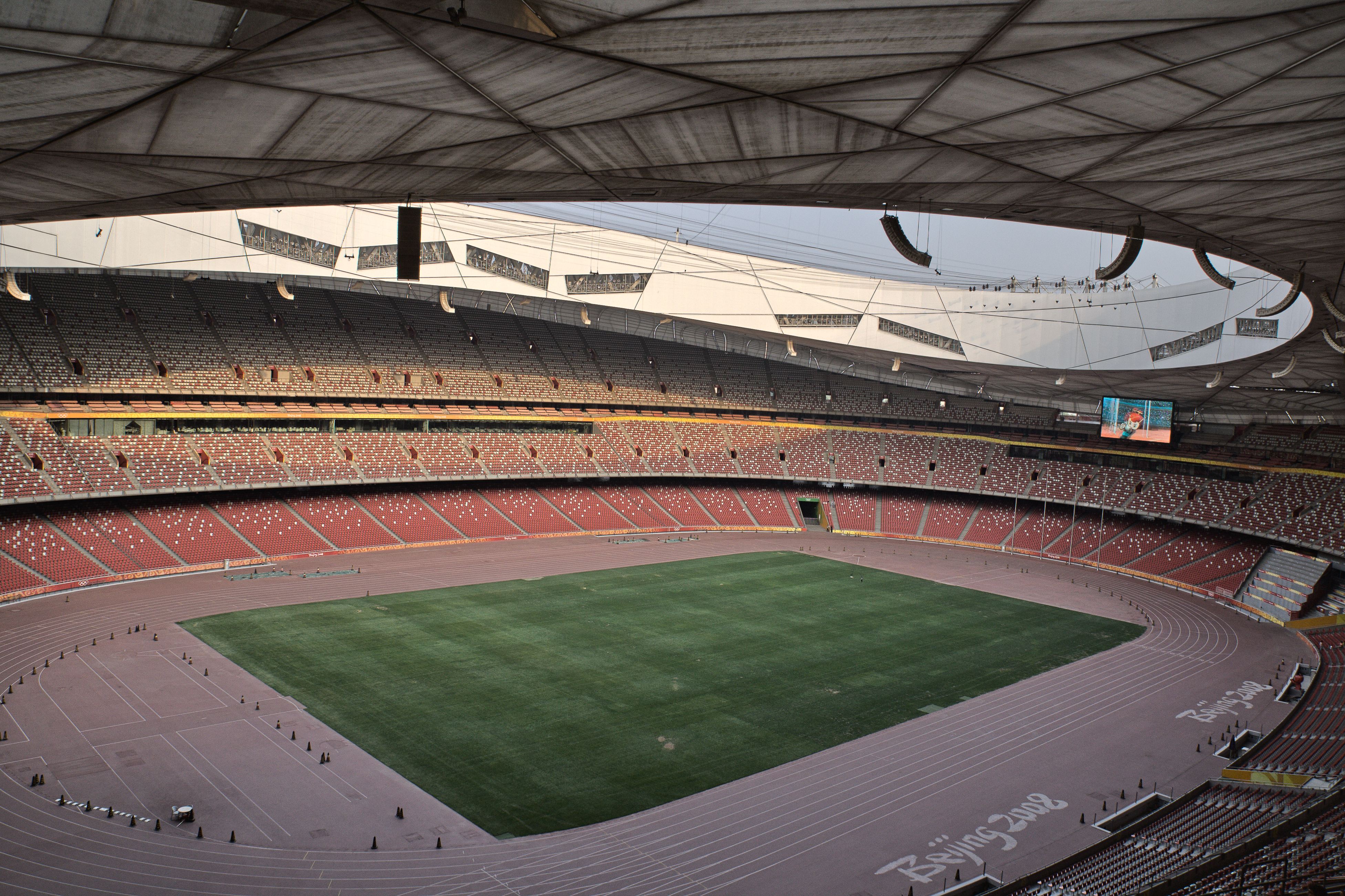
경기장 내부

국가체육장(중국어 간체자: 国家体育场, 병음: Guójiā Tǐyùchǎng)은 2008년 3월에 완공된 중국 베이징시의 국립 경기장이다. 또한, 경기장 형상이 새둥지(중국어: 鳥巢 냐오차오[*], 병음: niǎo cháo)와 비슷해서 냐오차오 경기장이라고도 부른다. 베이징올림픽 주 경기장은 2008년 하계 올림픽의 육상 경기장으로 쓰였으며, 또한, 올림픽의 개회식 및 폐막식 장소로도 쓰였으며, 리그 오브 레전드 월드 챔피언십 2017 결승전이 열리기도 했다.
2002년 중국 정부가 베이징 국립경기장의 설계를 국제적으로 공모했다. 2001년 프리츠커상을 수상한 헤르초크 & 드 뫼롱 및 에이럽스포트 사(ArupSport) 및 차이나 아키텍처 디자인 & 리서치 그룹 3사 연합(collaboration)이 공모에서 우승하였다. 중국 출신 현대 건축가인 아이웨이웨이가 경기장 설계에 있어서 미술 컨설턴트(Artistic Consultant)를 맡았다. 올림픽 개최 시에는 수용인원이 약 9만 명이었으며, 그 이후에는 수용 인원이 약 8만 명이다.
베이징 국립경기장은 길이 300 m, 너비 220 m, 높이 69.2 m의 규모로 건설되었으며, 총 연면적은 약 25만 제곱미터이다. 건설에는 총 길이 36 km, 총 중량 4만 5천 톤의 강철이 쓰였다. 총 건설 비용은 35억 9천6백만 위안으로 추정된다. 2003년 12월 기공하였고, 2004년 3월 착공하였으나 건설 비용 문제로 2004년 8월 건설이 잠시 중단된 바 있다.
설계 변경 후, 스타디움의 지붕이 설계에서 제외되어버렸다. 전문가들은 지붕을 뺌으로써 건설 비용도 줄이고 경기장 구조물의 안전도 꾀할 수 있을 것이라고 언급하였다. 2005년 초 건설이 재개되었다.
2022년 2월에 2022년 동계 올림픽의 개막식과 폐막식, 같은 해 3월에 2022년 동계 패럴림픽의 개막식이 열렸으며, 폐막식이 열렸다.

## 같이 보기
- 2008년 하계 올림픽
- 2022년 동계 올림픽
- 국립경기장 (가오슝)